# Heterodoxy
Heterodoxy var en amerikansk progressiv, feministisk diskussionsklubb. Den grundades av Marie Jenney Howe 1912 i New York, och var verksam fram till tidigt 1940-tal. Avsikten med klubben var att skapa en plats för kvinnor som hyste åsikter som avvek från de allmänt rådande. Ämnen som diskuterades kunde vara rösträtt för kvinnor, familjeplanering, homosexualitet eller fri kärlek. Kvinnorna i Heterodoxy förkroppsligade feminismen för den stora allmänheten i USA, och spelade en viktig roll i klargörandet av dess syfte och andemening.

## Historik
Vid tiden strax före första världskriget genomsyrades New Yorks medelklass av framtidsoptimism och en växande förhoppning om ett socialt och ekonomiskt rättvist samhälle. För tidsepokens kvinnor var rösträtt, familjeplanering och ekonomiskt oberoende angelägna frågor. Bland arbetarna växte kraven på att nationens välstånd skulle omfatta alla invånare. I denna atmosfär frodades allehanda sammanslutningar av unga, idealistiska människor. De flesta av dessa blev kortlivade eller bytte skepnad och uppgick i större organisationer, men Heterodoxy bestod under flera decennier, och fortlevde även efter Howes död 1934.
Heterodoxy hade rötterna i den bohemiska miljön i  Greenwich Village. Grundaren Marie Jenney Howe hade varit predikant i en unitarisk församling i Des Moines, Iowa innan hon flyttade till New York med sin make 1910. Hon var en stor beundrare av Charlotte Perkins Gilman. I New York blev hon snart involverad i suffragiströrelsen, och 1912 bildade hon Heterodoxy, en klubb för "lunch och debatt". Det stora flertalet av ursprungsmedlemmarna var kvinnor i offentligheten, framgångsrika i sina respektive yrkesverksamheter. Samlingarna hölls inledningsvis varannan vecka på anarkistparet Polly Holladays och Hippolyte Havels lunchrestaurang på MacDougal Street. Senare möttes man månadsvis i Town Hall Club nära Times Square. Antalet medlemmar var vid grundandet 25, och som mest drygt hundra, men av dem var bara 35–50 stycken regelbundna mötesdeltagare.
Klubbens medlemmar kallade sig "heterodites" och kom från ett brett politisk spektrum: från den orubbliga republikanen och militaristen Mary Logan Tucker, dotter till generalen John A. Logan, till anarkisten Emma Goldmans systerdotter och hängivna anhängare Stella Cominsky Ballantine. Andra medlemmar var Crystal Eastman, Elizabeth Gurley Flynn, Zona Gale och Signe Toksvig. Gruppens enda afroamerikanska medlem var medborgarrättsaktivisten Grace Nail Johnson.
Feminismen hade sedan flera år främst varit förknippad med kampen för kvinnors rösträtt, men Heterodoxys medlemmar tog ett bredare grepp. Rösträttsfrågan var feminismens politiska yttring, men den var så mycket mer menade de: rätten till självförverkligande, rätten till din egen identitet och ditt eget namn. Med Marie Jenney Howes ord: "Vi är utleda på att definieras utifrån vårt kön. Vi ämnar kort och gott vara oss själva – inte enbart våra späda kvinnojag, utan våra oinskränkta, fullväxta människojag".